# The Way You Make Me Feel
The Way You Make Me Feel ist ein Lied von Michael Jackson und war die dritte Singleauskopplung aus dem Album Bad. In der Originalversion ist das Lied 4:58 Minuten lang. Die Single wurde im November 1987 von Epic Records veröffentlicht. Es war die dritte Nummer-eins-Single in den Billboard Hot 100 in Folge für Michael Jackson.

## Hintergrund
The Way You Make Me Feel wurde im Jahr 1987 für Jacksons siebtes Studioalbum Bad komponiert und aufgenommen. Komponist und Co-Produzent des Liedes war Michael Jackson, während Quincy Jones es produzierte. 
Am 9. November 1987 veröffentlichte Epic Records den Titel als dritte Single nach I Just Can’t Stop Loving You und Bad. Jackson plante ein Dreifach-Album mit über sechzig Songs, bevor er von Quincy Jones überzeugt wurde, nur eine CD aufzunehmen. The Way You Make Me Feel sowie zehn andere Songs wurden dafür ausgewählt.
Das Stück weist Blues-Harmonien und einen groovigen Rhythmus auf. Es wurde auch als Beispiel für ältere Soul-Einflüsse auf Bad genannt.

## Live
The Way You Make Me Feel wurde unter anderem ab dem zweiten Abschnitt der Bad World Tour 1988 gespielt. Auch bei den Grammy Awards 1988 wurde eine kürzere 3:23-Minuten-Version gesungen. Weitere Darbietungen waren auf den Touren und den Konzerten in New York 2001 zu sehen. Bei dem Konzert im Madison Square Garden sang Jackson im Duett mit Britney Spears. Auch im Film This Is It ist eine Aufführung zu sehen, die für die eigentliche This-Is-It-Tour geplant war.

## Video
Das Video wurde von Michael Nesmith produziert und Joe Pytka übernahm die Regie. Seine Tanzpartnerin war das Model und Sängerin Tatiana Thumbtzen. Das Video erschien am 31. Oktober 1987 und erhielt neben Bad eine Nominierung bei den MTV Video Music Awards 1988 für die beste Choreographie. Michael unterlag mit beiden Videos aber seiner Schwester Janet mit The Pleasure Principle.

## Rezeption
Das Lied wurde überwiegend positiv aufgenommen. Bei Allmusic wird es zu den vier „Track Picks“, ausgewählten Stücken, aus dem Bad-Album gezählt. Stephen Thomas Erlewine schrieb, von allen Liedern auf dem Album könnten nur The Way You Make Me Feel, das Titelstück und I Just Can’t Stop Loving You mit dem Vorgängeralbum mithalten.

## Kommerzieller Erfolg

### Chartplatzierungen
| ChartsChartplatzierungen       | Höchstplatzierung | Wochen |
| ------------------------------ | ----------------- | ------ |
| Deutschland (GfK)              | 12 (17 Wo.)       | 17     |
| Österreich (Ö3)                | 15 (12 Wo.)       | 12     |
| Schweiz (IFPI)                 | 8 (13 Wo.)        | 13     |
| Vereinigtes Königreich (OCC)   | 3 (19 Wo.)        | 19     |
| Vereinigte Staaten (Billboard) | 1 (18 Wo.)        | 18     |

| ChartsJahrescharts (1988)      | Platzierung |
| ------------------------------ | ----------- |
| Vereinigte Staaten (Billboard) | 36          |

### Auszeichnungen für Musikverkäufe
| Land/Region                  | Auszeichnungen für Musikverkäufe (Land/Region, Auszeichnung, Verkäufe) | Verkäufe  |
| ---------------------------- | ---------------------------------------------------------------------- | --------- |
| Australien (ARIA)            | Gold                                                                   | 35.000    |
| Dänemark (IFPI)              | Platin                                                                 | 90.000    |
| Kanada (MC)                  | 3× Platin                                                              | 240.000   |
| Neuseeland (RMNZ)            | 2× Platin                                                              | 60.000    |
| Spanien (Promusicae)         | Gold                                                                   | 30.000    |
| Vereinigte Staaten (RIAA)    | 2× Platin                                                              | 2.000.000 |
| Vereinigtes Königreich (BPI) | Platin                                                                 | 645.000   |
| Insgesamt                    | 2× Gold · 9× Platin ·                                                  | 3.100.000 |

Hauptartikel: Michael Jackson/Auszeichnungen für Musikverkäufe

## Titelliste der Single
| 7"-Single – 8:52 1. The Way You Make Me Feel (Single Edit) – 4:26 2. The Way You Make Me Feel (Instrumental) – 4:26 CD-Single – 12:18 1. The Way You Make Me Feel (Single Edit) – 4:26 2. The Way You Make Me Feel (Extended Dance Mix) – 7:53 | CD-Single – 17:29 1. The Way You Make Me Feel (Extended Dance Mix) – 7:53 2. The Way You Make Me Feel (Dub) – 5:06 3. The Way You Make Me Feel (A Cappella) – 4:30 12"-Maxi – 22:48 1. The Way You Make Me Feel (Extended Dance Mix) – 7:53 2. The Way You Make Me Feel (Dance Remix Radio Edit) – 5:20 3. The Way You Make Me Feel (Dub) – 5:06 4. The Way You Make Me Feel (A Cappella) – 4:30 |

## Coverversionen
Das Lied wurde einige Male gecovert, unter anderem von Shakaya 2003 und den Jonas Brothers 2010. Im Dezember 2009 sangen John Legend und Stevie Wonder das Lied bei 25. Jubiläum der Rock and Roll Hall of Fame im Madison Square Garden. Whitney Houston sang das Lied 2010 auf der Tour zum Album I Look to You.